# Consejo
Consejos, spanisch Rat, Ratschlag; Ratsgremium, von lateinisch consililum, waren im habsburgisch-spanischen Weltreich, insbesondere unter Karl V. (1500–1558) und Philipp II. (1527–1598), die obersten und zentralen Regierungs-, Gerichts- und Verwaltungsbehörden. Eingeteilt nach Regionen oder Sachgebieten spielten sie die Rolle von Ministerien. Sie waren am Hof des spanischen Königs angesiedelt, seit 1561 mit festem Sitz im Real Alcázar de Madrid.
Die Historiker Walther L. Bernecker, Horst Pietschmann teilen die Räte in drei Gruppen ein: die Räte, die für die Gesamtmonarchie oder mehrere Reichsteile zuständig waren, die Räte für die Angelegenheiten einzelner Teilreiche und die für einzelne Teilgebiete zuständigen Räte.

## Räte der Gesamtmonarchie
- Consejo de Estado, der „Staatsrat“, die wichtigste Staatsbehörde, für alle Reichsteile zuständig, an dem Karl V. noch persönlich teilnahm, mit dem Philipp II. aber nur schriftlich über die die beiden Sekretäre des Rates, die sog. Staatssekretäre (Secretarios de Estado, die ersten europäischen „Staatssekretäre“),[2] korrespondierte und von denen der eine für den nördlichen Teil des Imperiums, der andere für Italien zuständig war.
- Consejo de Guerra, der „Kriegsrat“, der vor allem seit Philipp II. die Militärverwaltung in den spanischen Reichen mit den Balearen, den Kanaren und den nordafrikanischen Besitzungen sowie die Flottenverwaltung übernahm; die Entscheidung über Krieg und Frieden oblag dagegen immer dem Staatsrat.
- Consejo de la Suprema y General Inquisición, der Inquisitionsrat, kurz: die Suprema genannt, kontrollierte die regionalen Inquisitionstribunale und urteilte in diesen Verfahren in letzter Instanz. Er war daher in erster Linie ein staatliches Gremium; die Verbindung zur Kirche wurde über die Besetzung der Ratsstellen hergestellt: seit Philipp II. war der Großinquisitor gleichzeitig Präsident des Inquisitionsrats. Die Suprema gab auch seit 1559 den Index librorum prohibitorum (deutsch Verzeichnis der verbotenen Bücher) heraus.
- Consejo de la Cruzada, der „Kreuzzugsrat“, der die Einnahmen aus den päpstlich erteilten Kreuzzugsbullen verwaltete, seit der Eroberung des Königreiches Granada eine wichtige Einnahmequelle der Krone; im Gegenzug wurde den Erwerbern Nachlass von Sündenstrafen gewährt (Ablasshandel).

## Räte der Teilreiche

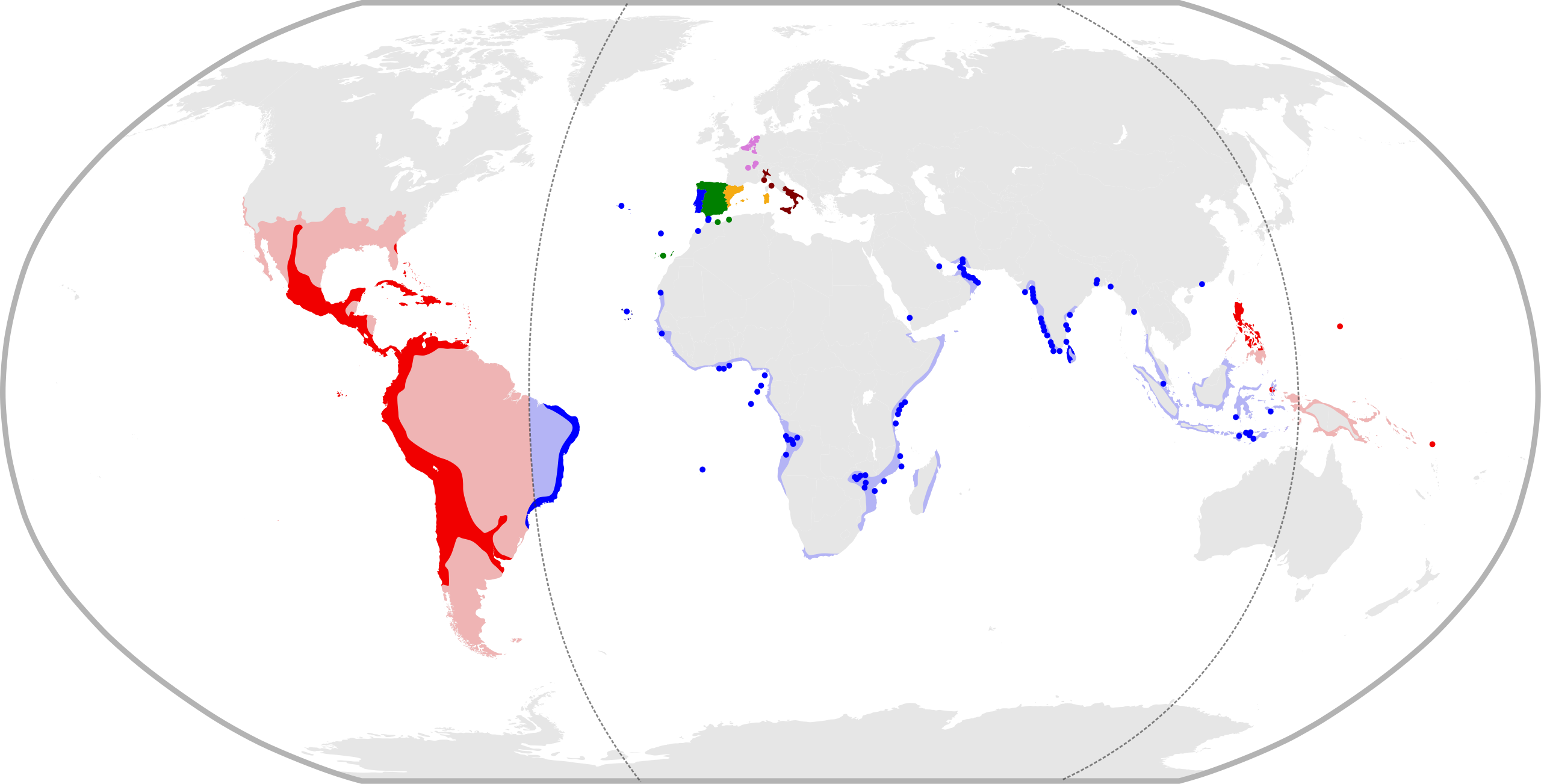
Das Imperium von Philipp II. im Jahre 1598:
Territorien des Consejo de Castilla
Territorien des Consejo de Aragón
Territorien des Consejo de Portugal
Territorien des Consejo de Italia
Territorien des Consejo de Indias
Territorien des Consejo de Flandes

- Consejo Real de Castilla, der „Rat von Kastilien“, dem nicht nur die Verwaltung des eigentlichen Kastilien, sondern auch seiner binnenländischen Gebiete, nämlich die Reiche León, Galicien, die baskischen Provinzen, die Kanaren und die eroberten Reiche von Toledo, Jaén, Sevilla und Granada oblag. Die überseeischen Gebiete der Krone von Kastilien waren dagegen dem Consejo de Indias zentral zugewiesen.
  - Consejo de Cámara de Castilla, der „Kammerrat“, ein dem Consejo Real de Castilla untergeordneter Ausschuss, bestehend aus einigen wenigen Mitgliedern des Rats von Kastilien, der über königliche Erhebungen und Ernennungen zu befinden hatte.
- Consejo de Indias, der „Indienrat“, dem die Verwaltung des gesamten überseeischen Imperiums oblag, insbesondere Spanisch-Amerika mit seinen Vizekönigreichen Peru und Neuspanien
- Consejo de Aragón, der „Rat von Aragón“, dem die drei Teilreiche Aragón, Katalonien und Valencia unterstanden, außerdem die Balearen und Sardinien.
- Consejo de Italia, der „Rat für Italien“, unter Philipp II. eingerichtet, zuständig für Neapel, Sizilien und Mailand.
- Consejo de Flandes, der „Rat für Flandern“, unter Philipp II. eingerichtet, zuständig für die Niederlande.
- Consejo de Portugal, der „Rat für Portugal“, das 1580 bis 1640 mit Spanien in Personalunion verbunden war.

## Räte für Sonderthemen
- Consejo de Hacienda, der „Rat für die Besitzungen“, der die Finanzen von Kastilien kontrollierte
- Consejo de Navarra, der „Rat für Navarra“, dem die Regierung und Verwaltung des Pyrenäenlandes zukam, das seit 1512 in ein französisch (Nieder-Navarra) und ein spanisch regiertes (Ober-Navarra) Königreich aufgeteilt war
- Consejo de Órdenes, der „Ordensrat“ für die vier Ritterorden von Santiago, Calatrava, und Alcántara in Kastilien und von Montesa in Aragón

## Das Ratssystem der Zentralverwaltung und die territorialen Verfassungen
Neben diesem zentralen Rätesystem in Madrid mit seinen Juristen, Notaren, Sekretären und Prokuratoren, die die Interessen der einzelnen Gebietskörperschaften (wie der Städte oder der Stände) vertraten, existierten jedoch weiterhin die einzelnen Verfassungen, Verwaltungen und politischen Gremien (Cortes (Ständeversammlung)) in den jeweiligen Territorialreichen und Gebietskörperschaften mit ihren eigenen Verantwortlichkeiten und Vollmachten.
Unterhalb der Zentralverwaltung der Consejos gab es nur noch die Stadträte unter der Aufsicht königlicher Corregidores, einer lokalen Verwaltungs- und Justizperson.